# Палладийниобий
Палладийниобий — бинарное неорганическое соединение
палладия и ниобия
с формулой NbPd,
кристаллы.

## Получение
- Сплавление стехиометрических количеств чистых веществ:

{\displaystyle {\mathsf {Pd+Nb\ {\xrightarrow {1565^{o}C}}\ NbPd}}}

## Физические свойства
Палладийниобий образует кристаллы
кубической сингонии,
пространственная группа F m3m,
параметры ячейки a = 0,4020 нм, Z = 2,
структура типа меди Cu
.
Соединение образуется при перитектической реакции при температуре 1565°С,
имеет область гомогенности 45÷80 ат.% палладия
и разлагается при температуре ниже 1255°С.